# Resident Evil (Realfilmreihe)

Logo der Realfilmreihe

Resident Evil (deutsch Ansässiges Böses) ist eine Science-Fiction-Action-Horror-Realfilmreihe, die auf der gleichnamigen Videospielreihe basiert. Die Reihe enthält sechs Teile, von denen der erste 2002 und der letzte 2016 erschien. Ein Neustart der Reihe wurde im Mai 2017 angekündigt und schließlich 2021 als Resident Evil: Welcome to Raccoon City veröffentlicht.

## Überblick
| Nr. | Jahr | Teil                             | Regie               | Drehbuch            | Produzenten                                                                                 |
| --- | ---- | -------------------------------- | ------------------- | ------------------- | ------------------------------------------------------------------------------------------- |
| 01  | 2002 | Resident Evil                    | Paul W. S. Anderson | Paul W. S. Anderson | Bernd Eichinger, Paul W. S. Anderson Jeremy Bolt, Samuel Hadida                             |
| 02  | 2004 | Resident Evil: Apocalypse        | Alexander Witt      | Paul W. S. Anderson | Paul W. S. Anderson, Jeremy Bolt, Don Carmody                                               |
| 03  | 2007 | Resident Evil: Extinction        | Russell Mulcahy     | Paul W. S. Anderson | Paul W. S. Anderson, Samuel Hadida, Jeremy Bolt, Robert Kulzer, Bernd Eichinger             |
| 04  | 2010 | Resident Evil: Afterlife         | Paul W. S. Anderson | Paul W. S. Anderson | Paul W. S. Anderson, Jeremy Bolt, Don Carmody Bernd Eichinger, Samuel Hadida, Robert Kulzer |
| 05  | 2012 | Resident Evil: Retribution       | Paul W. S. Anderson | Paul W. S. Anderson | Paul W. S. Anderson, Jeremy Bolt, Don Carmody, Samuel Hadida, Robert Kulzer                 |
| 06  | 2016 | Resident Evil: The Final Chapter | Paul W. S. Anderson | Paul W. S. Anderson | Paul W. S. Anderson, Jeremy Bolt, Samuel Hadida, Robert Kulzer                              |

## Handlung

Logo der Umbrella Corporation

### Resident Evil
In einem geheimen unterirdischen Genforschungslabor der Umbrella Corporation, dem Hive, wird bei einer biochemischen Sabotage das tödliche T-Virus freigesetzt. Sämtliche Mitarbeiter werden von dem mit künstlicher Intelligenz ausgestatteten internen Zentralcomputer, Red Queen, per Halon-Gas eliminiert – um wenig später als mörderische Zombies wieder aufzuerstehen. Um die Verbreitung des T-Virus aufzuhalten, wagt sich ein Spezialkommando der Umbrella Corporation, zusammen mit der unter vorübergehendem Gedächtnisverlust leidenden Alice, in das Labor. Bei der Abschaltung des Zentralcomputers werden mehrere Mitglieder der Einheit von einem Laser getötet. Die Übrigen flüchten vor den Zombies. Um den Zug starten zu können, müssen sie die Red Queen aber wieder aktivieren.

### Resident Evil: Apocalypse
Die Geschichte setzt kurz nach dem ersten Teil an. Alice wurde in Gefangenschaft der Umbrella Corporation für ein biogenetisches Experiment missbraucht und hat durch Genmanipulation übernatürliche Kräfte entwickelt. Ihre Sinne wurden verschärft, ihre körperliche Gewandtheit optimiert. Sie flieht aus der Anlage. Gemeinsam mit der Polizistin Jill Valentine versucht sie aus dem zombieverseuchten Raccoon City zu fliehen. Das Unterfangen gestaltet sich schwierig, denn sie müssen sich zusammen mit vier anderen Überlebenden ihren Weg durch die Angriffe der Untoten und der Umbrella-Truppen erkämpfen. Letztendlich gelingt es ihnen, einen von der Umbrella Corporation gezüchteten Riesen-Mutanten des Nemesis-Projektes zu besiegen.

### Resident Evil: Extinction
Raccoon City ist zerstört, und das T-Virus breitet sich weltweit aus. Alice schließt sich anderen Überlebenden auf ihrem Weg nach Alaska an, der durch die Mojave-Wüste verläuft. Alice hat telekinetische Fähigkeiten entwickelt, kann sie aber nur schwer kontrollieren. Derweil arbeiten die Wissenschaftler der Umbrella Corporation unter Führung von Dr. Alexander Isaacs fieberhaft an einem Gegenmittel gegen das T-Virus, wobei Alices Genstruktur ihnen helfen soll. In Las Vegas stellen sie ihr eine Falle, doch Alice entkommt. In einem weiteren Hive kämpft Alice gegen Dr. Isaacs, der am Ende von einem ihrer Klone getötet wird.

### Resident Evil: Afterlife
Alices Klone zerstören das Umbrella-Hauptquartier in Tokio. Die echte Alice wurde durch Wesker ihrer Kräfte beraubt und macht sich auf die Reise nach Arcadia, gemäß einem Funkspruch der letzte sichere Ort für Überlebende. Auch die anderen Überlebenden aus dem Vorgängerfilm waren dorthin unterwegs. Doch unter der angegebenen Position in Alaska findet Alice nur viele leere Fluggeräte – und Claire, eine der Überlebenden, die ihr Gedächtnis verloren hat. Zusammen fliegen sie nach Los Angeles, wo sie in einem von Zombies belagerten Gefängnis weitere Überlebende finden. Von diesen erfahren sie, dass Arcadia ein vor der Küste ankerndes Schiff ist.  Alice hilft den Überlebenden bei der Flucht, und mit Claire und deren Bruder gelangt sie auf das Schiff. Auf diesem fehlt zwar die Besatzung, dafür aber finden sie Wesker mit vielen Überlebenden. Wesker wird überwältigt und flieht, wobei sein Flugzeug explodiert und er scheinbar stirbt. Die Überlebenden werden befreit.

### Resident Evil: Retribution
Der Film setzt beim Angriff der Umbrella Corporation auf das Schiff Arcadia an, bei dem nach langem Kampf Alice durch eine Explosion bewusstlos wird. Sie erwacht in einem Forschungskomplex des Konzerns, in dem verschiedene Szenerien nachgebildet werden, um potenziellen Kunden das T-Virus verkaufen zu können. Alice kämpft sich durch „Tokio“, während eine Spezialeinheit zur Rettung in die Anlage eindringt. Diese kämpft sich durch „Moskau“. Nach der Vereinigung kämpfen sie sich zum Ausgang vor. An der Oberfläche muss Alice noch gegen Jill kämpfen, bevor alle mit einem Helikopter ins zerstörte Washington, D.C. gebracht werden.

### Resident Evil: The Final Chapter
Alice erhält den Auftrag von der Red Queen, in Raccoon City im Hive nach einem Gegenmittel gegen das T-Virus zu suchen. Unterwegs wird sie von Dr. Isaacs eingesperrt, kann aber fliehen. In Raccoon City verteidigt Alice mit anderen Überlebenden, unter ihnen Claire, gegen eine Flut Zombies, die Dr. Isaacs hergebracht hat. Danach dringen sie in den Hive ein, wo sie im Untergrund auf Wesker und Dr. Isaacs treffen. Dr. Isaacs kann mit dem Gegenmittel fliehen, wird aber von Alice im Lasertunnel der Red Queen schwer verwundet. Alice bringt das Mittel an die Oberfläche und setzt es frei, so dass alle Zombies endgültig sterben. Entgegen der Vermutungen überlebt die eigentlich auch infizierte Alice das Gegenmittel.

## Produktion

### Entstehung
Bernd Eichinger erwarb für Constantin Film 1997 die Filmrechte an Resident Evil vom japanischen Spielentwickler Capcom. George A. Romero sollte Regie führen und das Drehbuch schreiben. Sein Drehbuchentwurf – der die Handlung enger an den Spielen orientierte – wurde allerdings abgelehnt. Romero behauptete, lediglich Eichinger wäre gegen sein Drehbuch gewesen, worauf er sich 1999 aufgrund „kreativer Differenzen“ vom Projekt getrennt hätte. Der an der Filmproduktion als geschäftsführender Produzent beteiligte Videospiel-Entwickler Yoshiki Okamoto stellte jedoch in einem Interview gegenüber dem Magazin Electronic Gaming Monthly klar, dass Romeros Drehbuch schlicht schlecht war und er deswegen gefeuert wurde. Das Drehbuch wurde später im Internet veröffentlicht.
Bis zu seinem frühzeitigen Tod Anfang 2011 beteiligte sich Eichinger beim ersten, dritten und vierten Teil als Produzent sowie beim zweiten Teil als geschäftsführender Produzent. Paul W. S. Anderson übernahm größtenteils die Regie und zeichnete zudem bei allen Teilen für das Drehbuch sowie als einer der Produzenten verantwortlich.

### Darsteller

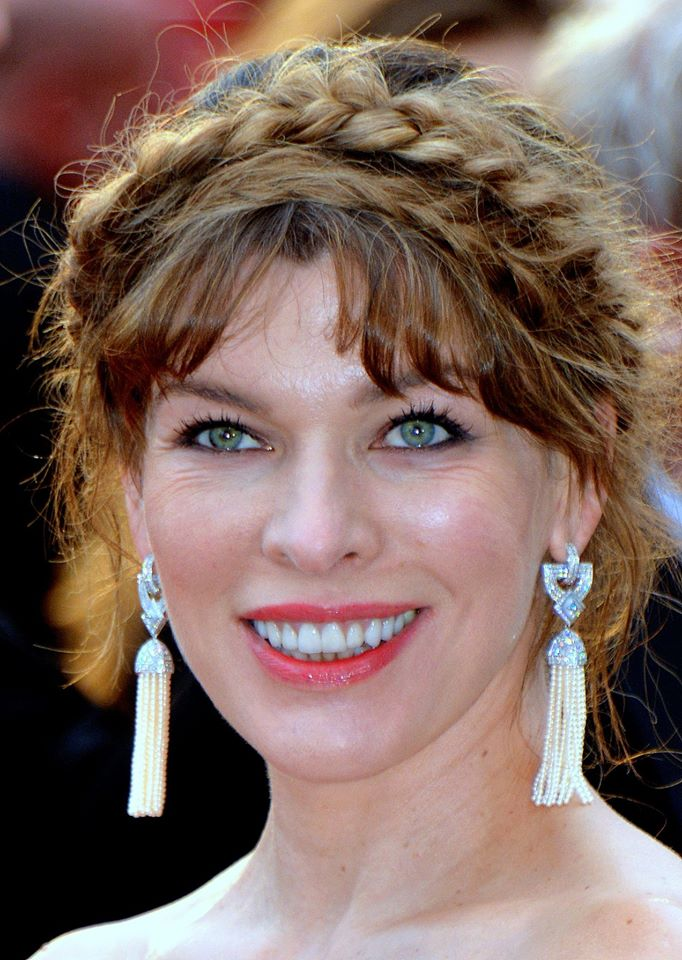
Milla Jovovich verkörperte die Hauptrolle der Alice sowie der von Alicia Marcus.

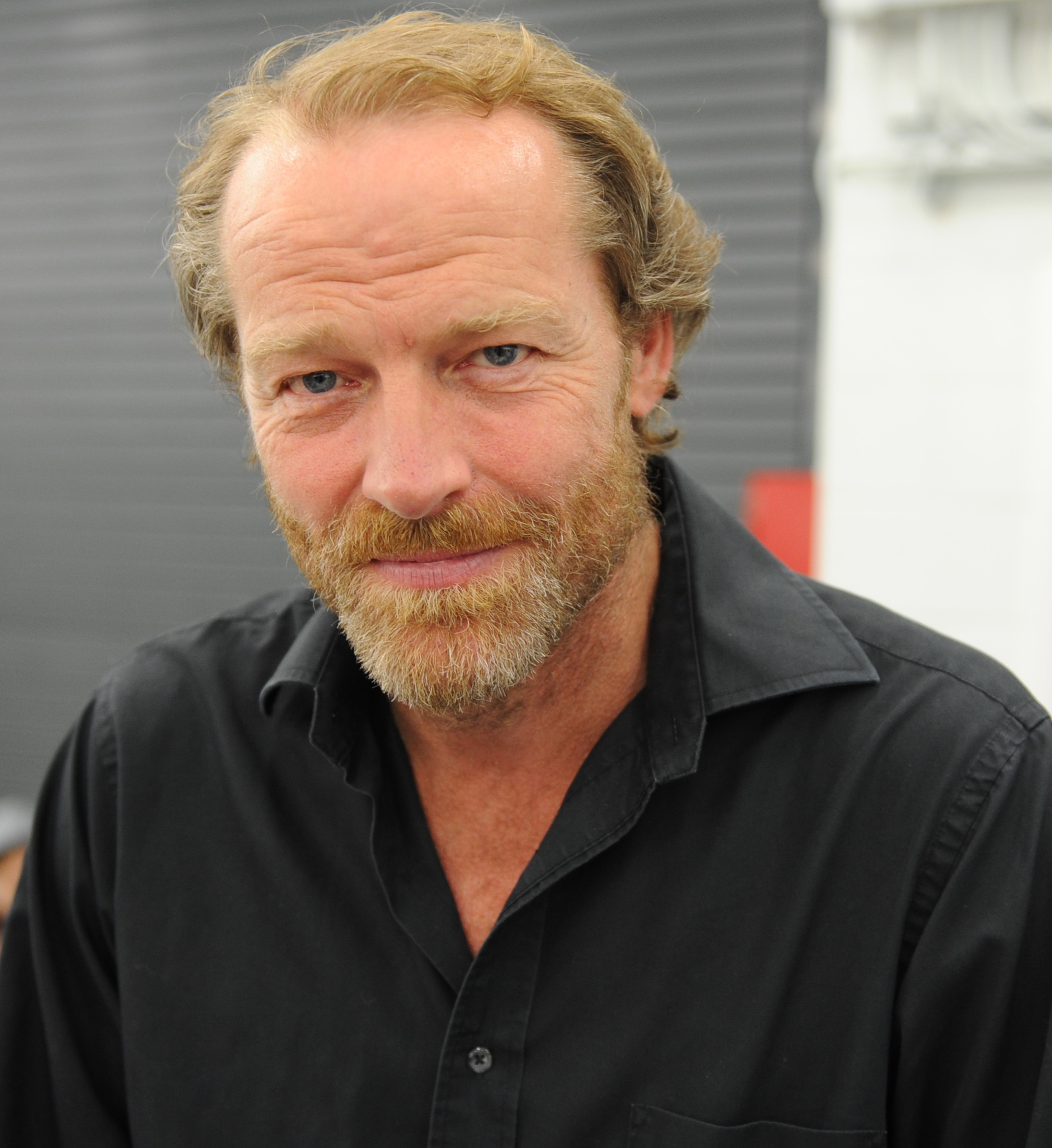
Iain Glen mimte im Laufe der Realfilmreihe als einziger Schauspieler drei Charaktere.

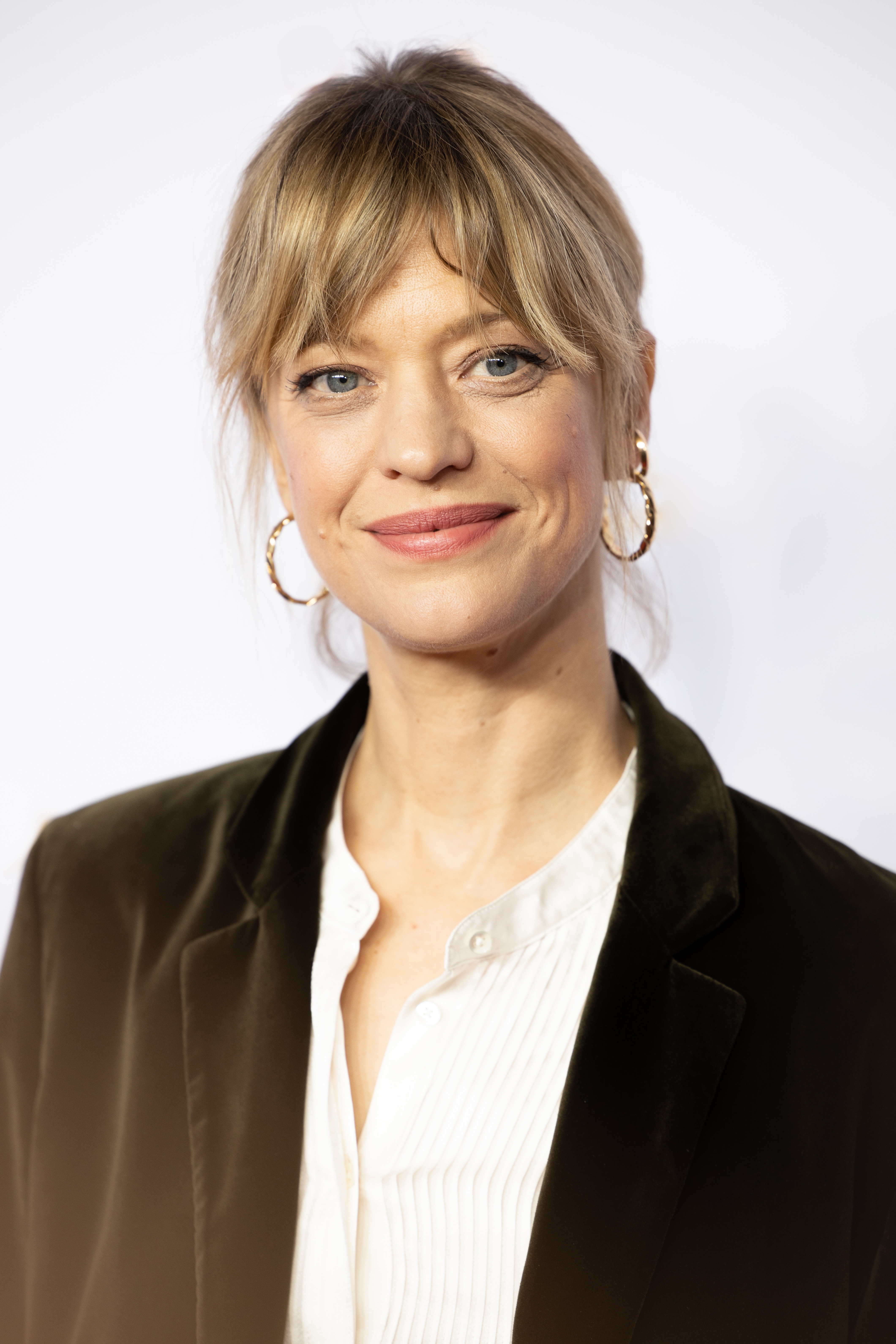
Heike Makatsch war neben Thomas Kretschmann und Boris Kodjoe eine der drei deutschen Schauspieler, die in einer tragenden Rolle agierten.

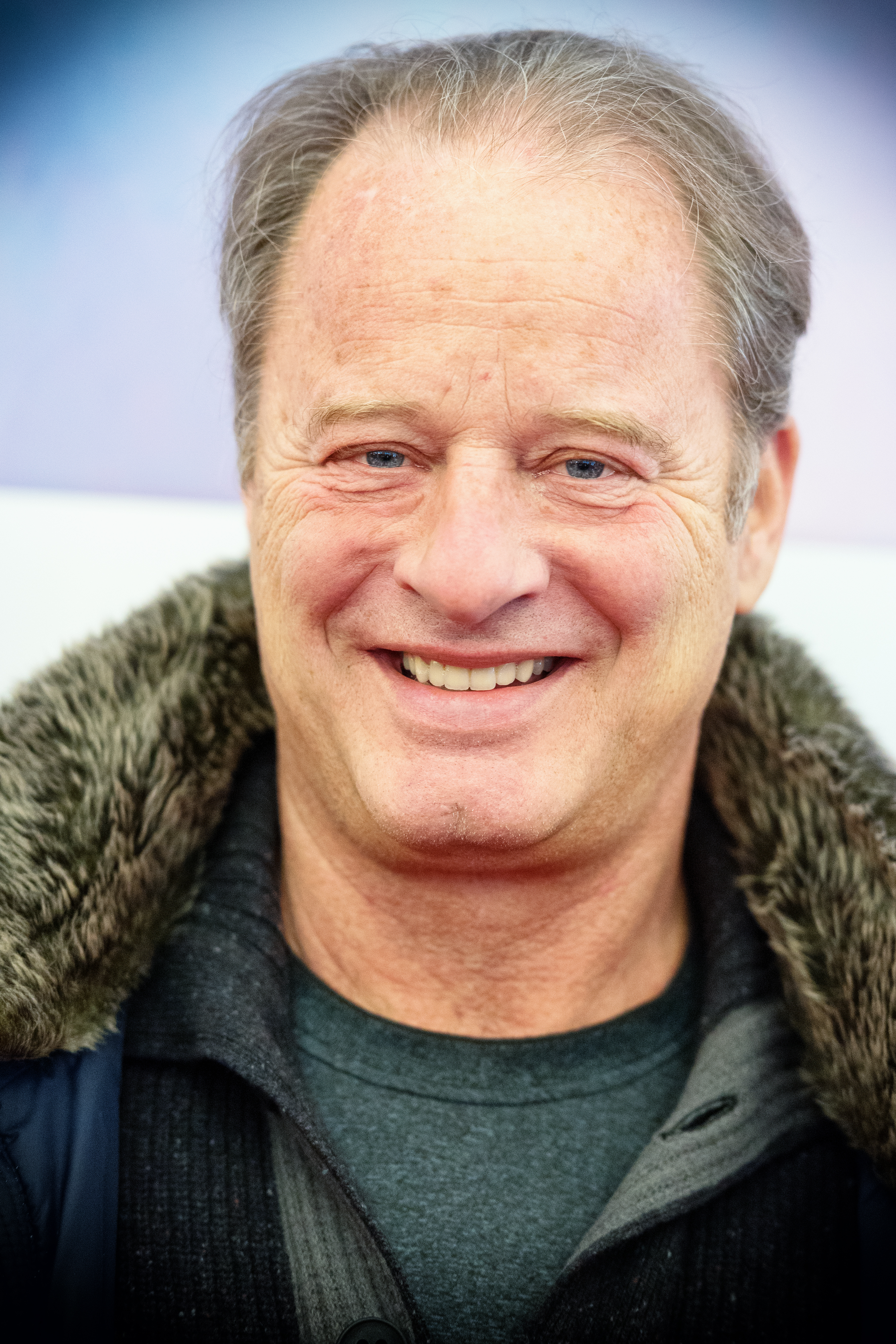
Tom Gerhardt hatte im zweiten Teil einen Cameoauftritt als Zombie.

| Charakter                                      | Resident Evil (2002) | Resident Evil: Apocalypse (2004) | Resident Evil: Extinction (2007) | Resident Evil: Afterlife (2010) | Resident Evil: Retribution (2012)             | Resident Evil: The Final Chapter (2016) | Deutsche Synchronstimme            |
| ---------------------------------------------- | -------------------- | -------------------------------- | -------------------------------- | ------------------------------- | --------------------------------------------- | --------------------------------------- | ---------------------------------- |
| Alice / Alicia Marcus                          | Milla Jovovich       | Milla Jovovich                   | Milla Jovovich                   | Milla Jovovich                  | Milla Jovovich                                | Milla Jovovich                          | Meret Becker                       |
| Rain Ocampo                                    | Michelle Rodríguez   |                                  |                                  |                                 | Michelle Rodríguez                            |                                         | Corinna Harfouch                   |
| Matt Addison / Nemesis                         | Eric Mabius          | Matthew G. Taylor                |                                  |                                 |                                               |                                         | Pascal Breuer                      |
| Lisa Addison                                   | Heike Makatsch       |                                  |                                  |                                 |                                               |                                         | Heike Makatsch                     |
| Spence Parks                                   | James Purefoy        |                                  |                                  |                                 |                                               |                                         | Philipp Moog                       |
| James „One“ Shade                              | Colin Salmon         |                                  |                                  |                                 | Colin Salmon                                  |                                         | Oliver Stritzel                    |
| Chad Kaplan                                    | Martin Crewes        |                                  |                                  |                                 |                                               |                                         | –                                  |
| Olga Danilova                                  | Liz May Brice        |                                  |                                  |                                 |                                               |                                         | –                                  |
| Vance Drew                                     | Torsten Jerabek      |                                  |                                  |                                 |                                               |                                         | –                                  |
| Alfonso Warner                                 | Marc Logan-Black     |                                  |                                  |                                 |                                               |                                         | –                                  |
| J.D. Salinas                                   | Pasquale Aleardi     |                                  |                                  |                                 |                                               |                                         | –                                  |
| Red Queen                                      | Michaela Dicker      |                                  |                                  |                                 | Megan Charpentier Ava Merson-O’Brian (Stimme) | Ever Anderson                           | Jacqueline Belle Lioba Ravén Engel |
| Jill Valentine                                 |                      | Sienna Guillory                  |                                  | Sienna Guillory                 | Sienna Guillory                               |                                         | Kathrin Gaube                      |
| Carlos Olivera / Todd                          |                      | Oded Fehr                        | Oded Fehr                        |                                 | Oded Fehr                                     |                                         | Matthias Klie Jaron Löwenberg      |
| Nicholai Ginovaeff                             |                      | Zack Ward                        |                                  |                                 |                                               |                                         | –                                  |
| Peyton Wells                                   |                      | Razaaq Adoti                     |                                  |                                 |                                               |                                         | –                                  |
| Terri Morales                                  |                      | Sandrine Holt                    |                                  |                                 |                                               |                                         | –                                  |
| L.J.                                           |                      | Mike Epps                        | Mike Epps                        |                                 |                                               |                                         | Dietmar Wunder                     |
| Major Cain                                     |                      | Thomas Kretschmann               |                                  |                                 |                                               |                                         | Thomas Kretschmann                 |
| Dr. Charles Ashford                            |                      | Jared Harris                     |                                  |                                 |                                               |                                         | Andreas Seyferth                   |
| Angela „Angie“ Ashford                         |                      | Sophie Vavasseur                 |                                  |                                 |                                               |                                         | Lara Wurmer                        |
| Dr. Sam Isaacs / Dr. Alexander Issacs / Tyrant |                      | Iain Glen                        | Iain Glen                        |                                 |                                               | Iain Glen                               | Walter von Hauff                   |
| Claire Redfield                                |                      |                                  | Ali Larter                       | Ali Larter                      |                                               | Ali Larter                              | Ditte Schupp Katrin Zimmermann     |
| K-Mart                                         |                      |                                  | Spencer Locke                    | Spencer Locke                   |                                               |                                         | Marcia von Rebay                   |
| Betty                                          |                      |                                  | Ashanti                          |                                 |                                               |                                         | –                                  |
| Mikey                                          |                      |                                  | Christopher Egan                 |                                 |                                               |                                         | –                                  |
| Chase                                          |                      |                                  | Linden Ashby                     |                                 |                                               |                                         | –                                  |
| Captain Alexander Slater                       |                      |                                  | Matthew Marsden                  |                                 |                                               |                                         | –                                  |
| White Queen                                    |                      |                                  | Madeline Carroll                 |                                 |                                               |                                         | –                                  |
| Albert Wesker                                  |                      |                                  | Jason O’Mara                     | Shawn Roberts                   | Shawn Roberts                                 | Shawn Roberts                           | Tobias Lelle Crock Krumbiegel      |
| Chris Redfield                                 |                      |                                  |                                  | Wentworth Miller                |                                               |                                         | Stefan Günther                     |
| Bennett                                        |                      |                                  |                                  | Kim Coates                      |                                               |                                         | Alexander Pelz                     |
| Angel                                          |                      |                                  |                                  | Sergio Peris-Mencheta           |                                               |                                         | –                                  |
| Crystal Waters                                 |                      |                                  |                                  | Kacey Clarke                    |                                               |                                         | –                                  |
| Kim Yong                                       |                      |                                  |                                  | Norman Yeung                    |                                               |                                         | –                                  |
| Wendell                                        |                      |                                  |                                  | Fulvio Cecere                   |                                               |                                         | –                                  |
| Luther West                                    |                      |                                  |                                  | Boris Kodjoe                    | Boris Kodjoe                                  |                                         | Torben Liebrecht                   |
| J-Pop Girl                                     |                      |                                  |                                  | Mika Nakashima                  | Mika Nakashima                                |                                         | –                                  |
| Ada Wong                                       |                      |                                  |                                  |                                 | Li Bingbing                                   |                                         | –                                  |
| Leon S. Kennedy                                |                      |                                  |                                  |                                 | Johann Urb                                    |                                         | Patrick Schröder                   |
| Barry Burton                                   |                      |                                  |                                  |                                 | Kevin Durand                                  |                                         | Ole Pfennig                        |
| Becky                                          |                      |                                  |                                  |                                 | Aryana Engineer                               |                                         | –                                  |
| Abigail                                        |                      |                                  |                                  |                                 |                                               | Ruby Rose                               | Sarah Riedel                       |
| Doc                                            |                      |                                  |                                  |                                 |                                               | Eoin Macken                             | Sven Gerhardt                      |
| Christian                                      |                      |                                  |                                  |                                 |                                               | William Levy                            | Erik Range (Gronkh)                |
| Razor                                          |                      |                                  |                                  |                                 |                                               | Fraser James                            | Milton Welsh                       |
| Cobalt                                         |                      |                                  |                                  |                                 |                                               | Rola                                    | –                                  |
| Commander Chu                                  |                      |                                  |                                  |                                 |                                               | Lee Joon Gi                             | Arne Stephan                       |

### Drehorte

Staaten, in denen die Resident-Evil-Realfilmreihe gedreht wurde.

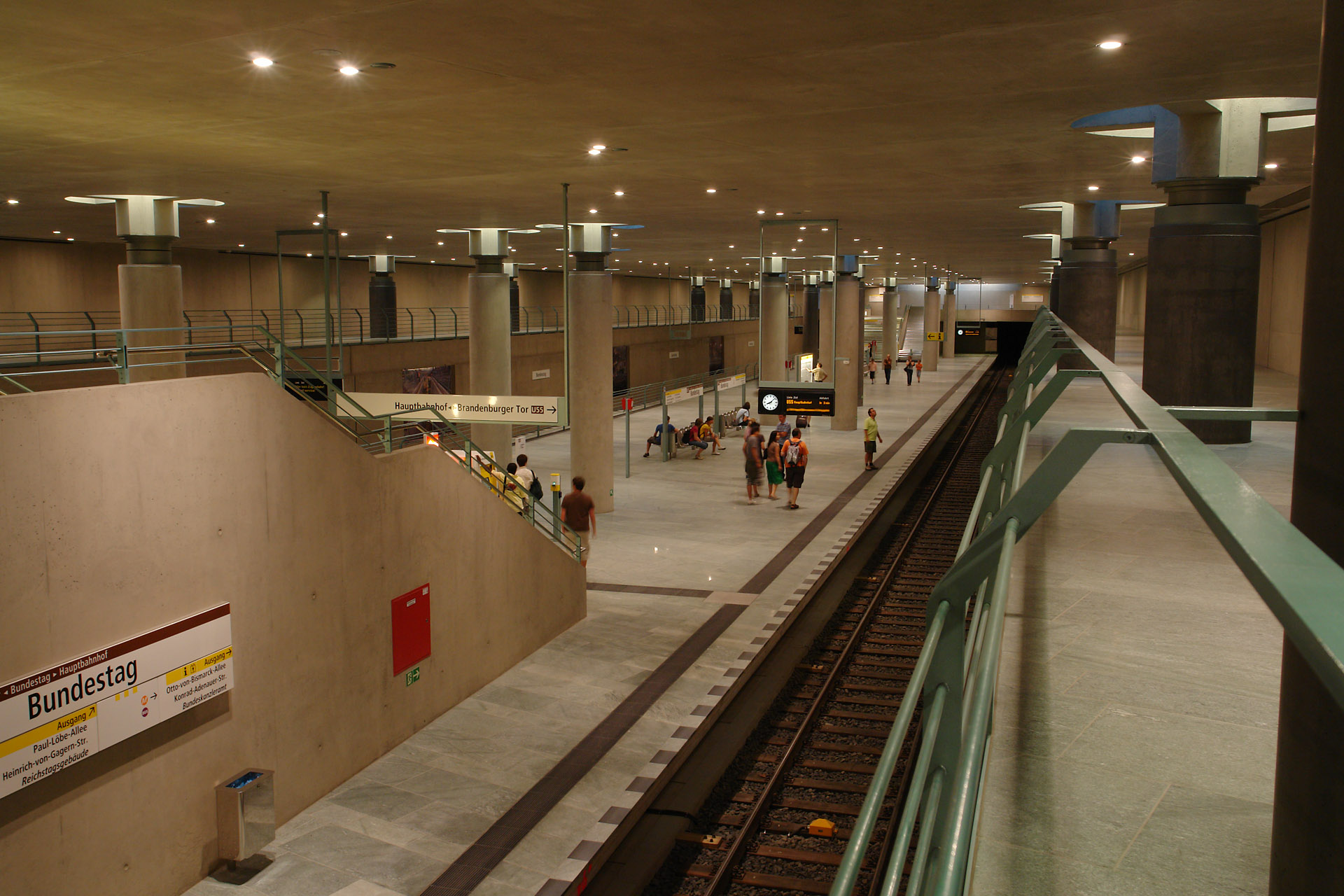
Der Berliner U-Bahnhof Bundestag diente als Kulisse für den Zugang zum Laborkomplex (Hive).

| Teil                             | Staaten                                                             | Drehorte |
| -------------------------------- | ------------------------------------------------------------------- | --- |
| Resident Evil                    | Deutschland Kanada                                                  | Berlin, Potsdam Toronto                                                                                                |
| Resident Evil: Apocalypse        | Kanada Deutschland                                                  | Toronto, Brampton, Hamilton, Winnipeg Berlin                                                                           |
| Resident Evil: Extinction        | Mexiko                                                              | San Felipe, Laguna Salada, Rumorosa Pass, Mexiko-Stadt, Mexicali                                                       |
| Resident Evil: Afterlife         | Kanada Japan                                                        | Toronto, Oshawa, Ontario Shibuya                                                                                       |
| Resident Evil: Retribution       | Kanada                                                              | Toronto, Kleinburg |
| Resident Evil: The Final Chapter | Australien Vereinigte Staaten Südafrika Deutschland Kanada Russland | Townsville, Brisbane, Gold Coast Washington, D.C., New York City Kapstadt, Johannesburg Berlin, Potsdam Toronto Moskau |

## Rezeption

### Finanzieller Erfolg
| Teil                             | Veröffentlichung   | Einspielergebnisse in US-Dollar | Einspielergebnisse in US-Dollar | Einspielergebnisse in US-Dollar | All-Time-Platzierungen | All-Time-Platzierungen | Budget      | Quelle      |     |      |
| Teil                             | Veröffentlichung   | Vereinigte Staaten              | Rest der Welt                   | Weltweit                        | Vereinigte Staaten     | Weltweit               | Budget      | Quelle      |     |      |
| -------------------------------- | ------------------ | ------------------------------- | ------------------------------- | ------------------------------- | ---------------------- | ---------------------- | ----------- | ----------- | --- | ---- |
| Resident Evil                    | 15. März 2002      | 040.119.709                     | 062.321.369                     | 102.441.078                     | 1905                   | 1602                   | 033.000.000 | [ 4 ]       | 6,6 | 36 % |
| Resident Evil: Apocalypse        | 10. September 2004 | 051.201.453                     | 078.193.382                     | 129.394.835                     | 1503                   | 1369                   | 045.000.000 | [ 5 ]       | 6,1 | 19 % |
| Resident Evil: Extinction        | 21. September 2007 | 050.648.679                     | 097.069.154                     | 147.717.833                     | 1526                   | 1177                   | 045.000.000 | [ 6 ] [ 7 ] | 6,2 | 24 % |
| Resident Evil: Afterlife         | 10. September 2010 | 060.128.566                     | 0236.093.097                    | 296.221.663                     | 1239                   | 513                    | 060.000.000 | [ 8 ]       | 5,8 | 21 % |
| Resident Evil: Retribution       | 14. September 2012 | 042.345.531                     | 0197.813.724                    | 240.159.255                     | 1808                   | 660                    | 065.000.000 | [ 9 ]       | 5,3 | 28 % |
| Resident Evil: The Final Chapter | 27. Januar 2017    | 026.830.068                     | 0285.412.558                    | 312.242.626                     | 2703                   | 465                    | 040.000.000 | [ 10 ]      | 5,5 | 38 % |
| Gesamt                           | Gesamt             | 271.274.006                     | 956.903.284                     | 1.228.177.290                   |                        |                        | 288.000.000 |             |     |      |

### Auszeichnungen (Auswahl)

#### Canadian Screen Award
| Nr. | Teil                       | Canadian Screen Award | Kategorie                     | Nominierte Personen | Ergebnis  |
| --- | -------------------------- | --------------------- | ----------------------------- | --- | --------- |
| 01  | Resident Evil: Retribution | 2013                  | Achievement in Visual Effects | Dennis Berardi, Jason Edwardh, Matt Glover, Trey Harrell, Leann Harvey, Jo Hughes, Ethan Lee, Scott Riopelle, Eric Robinson, Kyle Yoneda | Gewonnen  |
| 01  | Resident Evil: Retribution | 2013                  | Cineplex Golden Reel Award    | Don Carmody, Jeremy Bolt, Robert Kulzer                                                                                                  | Gewonnen  |
| 01  | Resident Evil: Retribution | 2013                  | Achievement in Sound Editing  | Kevin Banks, Steve Baine, Stephen Barden, Alex Bullick, Jill Purdy                                                                       | Nominiert |
| 01  | Resident Evil: Retribution | 2013                  | Achievement in Costume Design | Wendy Partridge | Nominiert |

#### Genie Awards
| Nr. | Teil                      | Genie Awards | Kategorie                                            | Nominierte Personen                                                                    | Ergebnis  |
| --- | ------------------------- | ------------ | ---------------------------------------------------- | -------------------------------------------------------------------------------------- | --------- |
| 01  | Resident Evil: Apocalypse | 2005         | Best Achievement in Sound Editing                    | Craig Henighan, Steve Baine, Stephen Barden, Tony Lewis, Jill Purdy, Nathan Robitaille | Gewonnen  |
| 01  | Resident Evil: Apocalypse | 2005         | Golden Reel Award                                    | Paul W. S. Anderson, Jeremy Bolt, Don Carmody                                          | Gewonnen  |
| 01  | Resident Evil: Apocalypse | 2005         | Best Achievement in Overall Sound                    | Dean Humphreys, Todd Beckett, David Lee                                                | Nominiert |
| 02  | Resident Evil: Afterlife  | 2011         | Golden Reel Award                                    | Don Carmody, Jeremy Bolt, Robert Kulzer                                                | Gewonnen  |
| 02  | Resident Evil: Afterlife  | 2011         | Best Achievement in Sound Editing                    | Stephen Barden, Steve Baine, Kevin Banks, Alex Bullick, Jill Purdy                     | Nominiert |
| 02  | Resident Evil: Afterlife  | 2011         | Best Achievement in Art Direction/ Production Design | Arvinder Grewal                                                                        | Nominiert |
| 02  | Resident Evil: Afterlife  | 2011         | Best Achievement in Costume Design                   | Denise Cronenberg                                                                      | Nominiert |
| 02  | Resident Evil: Afterlife  | 2011         | Best Achievement in Make-Up                          | Paul Jones, Leslie Ann Sebert, Christina Smith, Vincent Sullivan                       | Nominiert |
| 02  | Resident Evil: Afterlife  | 2011         | Best Achievement in Overall Sound                    | Mark Zsifkovits, Andrew Tay, John J. Thomson, Andrew Stirk                             | Nominiert |

#### Saturn Award
| Nr. | Teil                      | Saturn-Award | Kategorie               | Nominierte Personen | Ergebnis  |
| --- | ------------------------- | ------------ | ----------------------- | ------------------- | --------- |
| 01  | Resident Evil             | 2003         | Bester Horrorfilm       | –                   | Nominiert |
| 01  | Resident Evil             | 2003         | Beste Hauptdarstellerin | Milla Jovovich      | Nominiert |
| 02  | Resident Evil: Apocalypse | 2005         | Bestes Make-up          | Paul Jones          | Nominiert |

#### Golden Trailer Awards
| Nr. | Teil                      | Golden Trailer Awards | Kategorie           | Ergebnis  |
| --- | ------------------------- | --------------------- | ------------------- | --------- |
| 01  | Resident Evil             | 2004                  | Most Original       | Nominiert |
| 02  | Resident Evil: Extinction | 2008                  | Best Action Poster  | Gewonnen  |
| 02  | Resident Evil: Extinction | 2008                  | Best Action TV Spot | Nominiert |

#### Scream Awards
| Nr. | Teil                      | Scream Awards | Kategorie                    | Nominierte Personen | Ergebnis |
| --- | ------------------------- | ------------- | ---------------------------- | ------------------- | -------- |
| 01  | Resident Evil: Extinction | 2008          | Best Science Fiction Actress | Milla Jovovich      | Gewonnen |
| 02  | Resident Evil: Afterlife  | 2011          | Best Science Fiction Actress | Milla Jovovich      | Gewonnen |

#### People’s Choice Awards
| Nr. | Teil                     | People’s Choice Awards | Kategorie             | Nominierte Personen | Ergebnis  |
| --- | ------------------------ | ---------------------- | --------------------- | ------------------- | --------- |
| 01  | Resident Evil: Afterlife | 2011                   | Favorite Horror Movie | Milla Jovovich      | Nominiert |